# Aleksej Salomatin
Aleksej Georgijevitj Salomatin, ryska: Алексей Георгиевич Саломатин, född 7 februari 1965 i Moskva, Sovjetunionen, död 6 december 2016, var en rysk professionell ishockeyspelare och ishockeytränare.